# Tannahill Weavers IV
| Recensione | Giudizio |
| ---------- | -------- |
| AllMusic   | [ 1 ]    |

Tannahill Weavers IV è il quarto album discografico dei The Tannahill Weavers, pubblicato dall'etichetta discografica Plant Life Records nel 1981.

## Tracce
Tutti i brani sono tradizionali (arrangiamenti: The Tannahill Weavers), eccetto dove indicato.
Lato A
1. Johnnie Cope / The Athol Highlanders – 3:43
2. The Trooper and the Maid / The Sound of Sleat – 3:14
3. I Once Loved a Lass – 3:52
4. Paddy O'Rafferty / Sandy Duff – 2:40
5. Auld Lang Syne – 3:17

Lato B
1. Captain Carswell / Susan Macleod / The Cabar Feidh – 4:26
2. The Gaberlunzie Man / Mrs. Macleod of Rassay – 3:10
3. The Terror Time – 4:54 (Ewan MacColl)
4. The Birkin Tree – 2:07
5. Lieutenant Maguire / Donald Maclean – 3:53

## Musicisti
- Roy Gullane - chitarra, banjo tenore, banjo, voce
- Phil Smillie - flauto, whistles Eb e Bb, bodhrán, glockenspiel, arpa celtica, voce
- Alan MacLeod - warpipes, whistles, mandola, organo, voce
- Les Wilson - bouzouki, mandolino, chitarra, basso a pedaliera, voce

Note aggiuntive
- Nigel Pegrum - produttore
- Registrato al Quest Studios di Luton, Inghilterra
- Dave Cook - ingegnere delle registrazioni
- Masterizzato al Portland Studio di Londra, Inghilterra
- George Peckham - ingegnere della masterizzazione
- Kevin Oatley - illustrazione
- Billy Kennedy - fotografia
- Dave Day - layout[2]